# Tonganoxie
Tonganoxie är en stad (city) i Leavenworth County, i delstaten Kansas, USA. Enligt United States Census Bureau har staden en folkmängd på 5 065 invånare (2011) och en landarea på 9,5 km².